# Comuna de Ożarów
Ożarów (polaco: Gmina Ożarów) é uma gminy (comuna) na Polónia, na voivodia de Santa Cruz e no condado de Opatowski. A sede do condado é a cidade de Ożarów.
De acordo com os censos de 2004, a comuna tem 11 585 habitantes, com uma densidade 63,2 hab/km².

## Área
Estende-se por uma área de 183,29 km², incluindo:
- área agricola: 71%
- área florestal: 20%

## Demografia
Dados de 30 de Junho 2004:
|                      | Total   | Total | Mulheres | Mulheres | Homens  | Homens |
| -------------------- | ------- | ----- | -------- | -------- | ------- | ------ |
|                      | pessoas | %     | pessoas  | %        | pessoas | %      |
| População            | 11 585  | 100   | 5836     | 50,4     | 5749    | 49,6   |
| Densidade (pop./km²) | 63,2    | 100   | 31,8     | 31,8     | 31,4    | 31,4   |

De acordo com dados de 2005, o rendimento médio per capita ascendia a 2188,01 zł.

## Subdivisões
- Biedrzychów, Binkowice, Czachów, Dębno, Gliniany, Grochocice, Jakubowice, Janików, Jankowice, Janopol, Janowice, Janów, Julianów, Karsy, Kruków, Lasocin, Maruszów, Niemcówka, Nowe, Pisary, Potok, Prusy, Przybysławice, Sobótka, Sobów, Stróża, Suchodółka, Szymanówka, Śródborze, Tominy, Wlonice, Wólka Chrapanowska, Wyszmontów, Zawada

## Comunas vizinhas
- Annopol, Ćmielów, Dwikozy, Tarłów, Wilczyce, Wojciechowice, Zawichost